# 蓋維爾 (紐約州奧斯威戈縣)
蓋維爾（英語：Gayville）是位於美國紐約州奧斯威戈縣的非建制地區。

## 歷史
蓋維爾的郵局於1880年設立，其後於1903年停運。

## 地理
蓋維爾所處的海拔為高於海平面143米（即469英呎），而該地所採用的時區為UTC-5，即北美东部时区（EST）。同時該地設有夏令時間，為UTC-5調快一小時，即UTC-4（EDT）。